# Lebensraum
Lebensraum (německy, česky „životní prostor“) je termín humanitního původu a označuje území (obydlené nebo nárokované) určité sociální skupiny. Do popředí zájmu se dostal tento výraz v první polovině 20. století, a zejména v období nacismu, v souvislosti s geopolitickými názory, které výrazně ovlivnily další používání uvedeného termínu. V současné době se používá mezinárodní výraz biosféra ve smyslu ekologicko-sociologickém.

## Historie

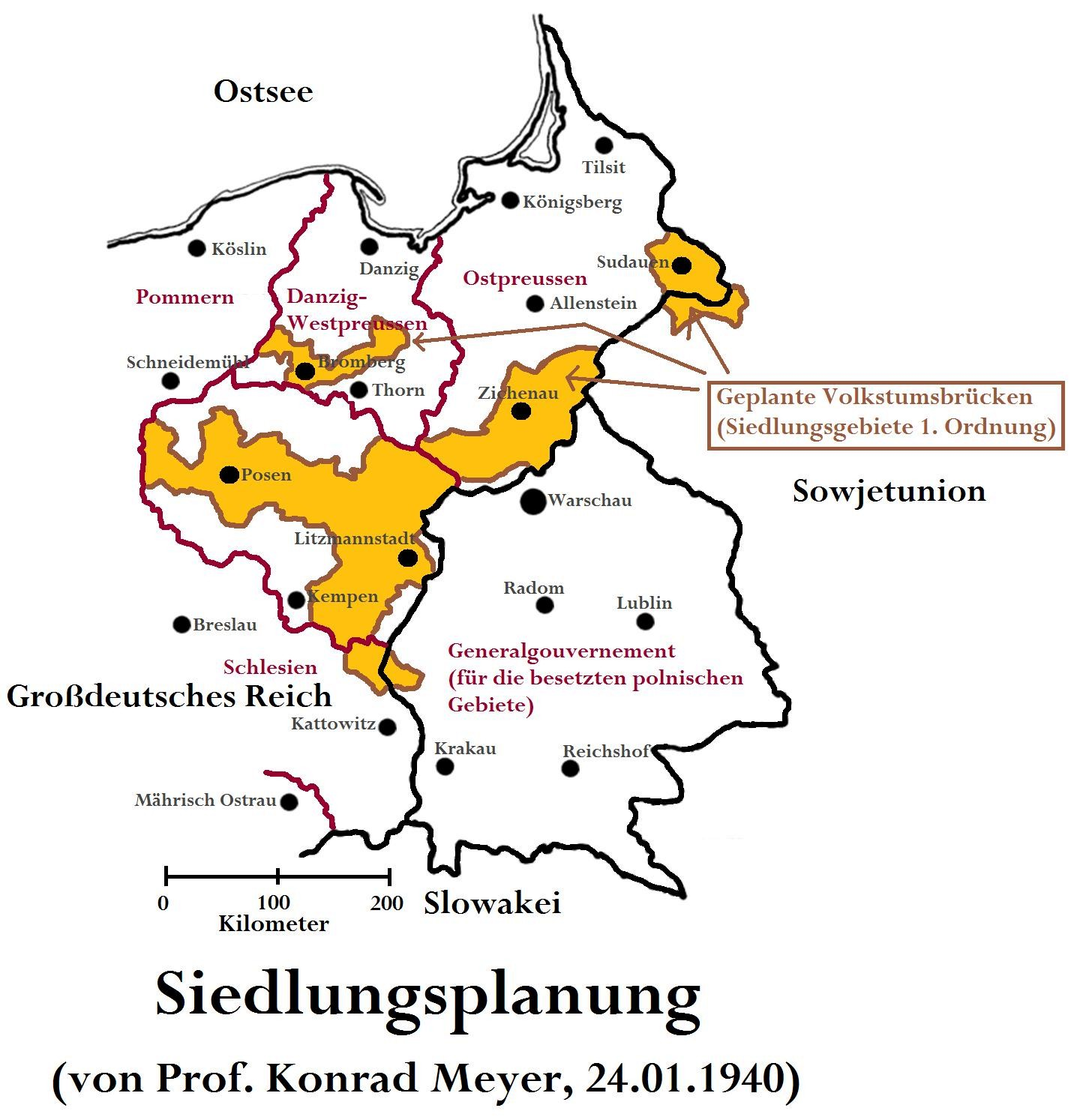
Plánované tzv. Volkstumsbrücken, tzn. plně německy osídlené oblasti (Siedlungsplanung Warthegau)

### První použití
Geopolitik Friedrich Ratzel (1844–1904) ve svých vědeckých dílech Politische Geographie (1897) a Der Lebensraum (1901) uvedl poprvé pojem životního prostoru – „Lebensraum“, kde chápal dějiny jako „neustálý boj o životní prostor“ a jeho teorie o životním prostoru neobsahovala zpočátku přímý politický podtext. Tento výraz později použilo v žurnalistice sdružení pangermánského hnutí Alldeutscher Verband, jehož byl Ratzel členem, v souvislosti s požadavkem po rozšíření německé světové politiky. Zeměpisná škola Karla Haushofera vedla expanzivní linii pangermánského hnutí na vědeckém základě, která sice nebyla jasná a byla pouze rétorická, ale měla po první světové válce na Německo dalekosáhlý vliv.

### Francie
I když pojem „Lebensraum” je skutečně německého ražení, vyskytovala se tato myšlenka o nových životních prostorech téměř současně ve Francii jako „espace vital“ v souvislosti s kolonizací Alžírska. Kolonizační politiku zastávali např. alžírský lékař Eugène Bodichon, právník A. Girault a Akademií morálních a politických věd vyznamenaný P. Leroy-Beaulieu.

### Adolf Hitler
Ve své knize Mein Kampf (1925) Adolf Hitler sice vycházel z teorií Haushofera a dalších geopolitiků, ale zatímco Haushofer měl na mysli rozšíření Německé říše ve východní Evropě a zámoří mírovou a nenásilnou cestou, Hitler jeho teorii zneužil. Nahradil ji rasisticky motivovaným nepřítelem a postuloval nadřazenost „germánské“ nebo „árijské rasy“ a bezpodmínečnou kapitulaci slovanských národů. V roce 1926 vystoupil Hans Grimm v románu Volk ohne Raum s představou německé klasické koloniální politiky. Národní socialisté záhy používali tento knižní titul jako propagandistický slogan pro „spravedlivý“ boj německého národa o životní prostor a půdu.

### Lebensraum im Osten
Rasově biologická představa o „Lebensraum im Osten” se stala centrálním pojmem nacionalistické myšlenky o expanzi německého národa. Ve vítězství nad bolševickým Sovětským svazem viděl Hitler svou pravou misi. Po převzetí moci národními socialisty poprvé promluvil před důstojníky armády ve své nové funkci kancléře 3. února 1933 o germanizaci životního prostoru na východě. V nacistické zahraniční politice zaujímala tato myšlenka ústřední ideologické postavení. Nacistická ideologie se opírala o etnicko-sociálně darwinistickou teorii o nadřazenosti německé „panské rasy“, rozšíření německého životního prostoru a výstavbě hospodářství založeném na nemilosrdném vykořisťování a decimaci slovanského obyvatelstva.
Do praxe byla myšlenka o životním prostoru na východě uvedena tažením na Polsko (Polenfeldzug) a operací Barbarossa (Deutsch-Sowjetische Krieg) jen částečně a dočasně úspěšného v několika variantách realizovaného do roku 1942 plánu Generalplan Ost, jehož součástí byla „germanizace“ v oblasti východní Evropy až po Ural a od Černého moře ke Kavkazu. Konečná verze plánu rovněž obsahovala ustanovení pro řešení životního prostoru v Čechách a na Moravě, v Alsasku-Lotrinsku, Dolním Štýrsku a Kraňsku.

## Další použití
Eugen Rosenstock-Huessy uvedl termín „Lebensraum“ v roce 1922 do sociologie ve významu „sociálního prostředí“. V psychologii získal výraz svůj význam v teorii Kurta Lewin (Feldtheorie) v roce 1940. V teologii se jedná obvykle o záležitost „místa v životě“, také zde je důležité v jakém historickém nebo literárním kontextu je pojem vnímán.